# 港尾永興福德祠
24°12′12″N 120°39′17″E / 24.203247°N 120.654826°E
港尾永興福德祠，是位於臺灣臺中市西屯區港尾里的土地祠，歷史可追溯到雍正年間廖朝孔開墾永興莊，2010年代因開發水湳經貿園區從環中路遷移到中清路。

## 歷史
雍正年間，廖朝孔接受台中岸裡五社總通張達京邀請開發永興莊（今西屯區港尾里）時，為了祈求地方安寧幸福，以大石塊興建此土地祠，稱為「水頭土地公」。1913年以「福德爺」登記土地所有者，為西屯區廣順段253地號。
1925年前後，港尾子保正廖大妹在此建築一小型土地公廟，供族人與附近里民祭拜。1973年，廖姓宗親和地方人士集資，重建成現今貌樣。環中路拓建時，此祠遷到環中路靠近中清路。但後來台中市為開闢水湳經貿園區中科路四十米計畫道路，廟宇被迫二度搬家。2012年5月，市府要求廟宇遷移。在里長楊忠義發動下，約七百位里民連署希望遷至公園用地。但原本依據的《臺中市公園綠地園道及行道樹管理自治條例》，早於2006年就被內政部否決。當時大河里長陳資源為了大河里福德祠也遭遇困難，楊忠義在時任市議員的張廖萬堅的協助下，跟陳資源到副市長蕭家淇辦公室協調，最終失敗。11月26日，張廖萬堅主持說明會，台中市政府建設局、民政局、經發局皆派員參加，百位港尾里里民齊集祠前拉白布條抗議。
因水湳經貿園區開發是臺中市重大建設，該路段2013年6月就要動工，副市長黃國榮於該年4月25日舉行說明會，和跟西屯區長徐仙卿與市議員陳淑華等人上香，黃國榮擲到代表可遷移的聖筊。6月23日，廟宇暫遷至供奉關聖帝君的港聖宮，副市長黃國榮、立委蔡錦隆、市議員黃馨慧、陳淑華、楊正中、張廖萬堅、張廖乃綸等人紛紛到場。2017年8月，地方民眾、信徒以手持繩索的方式，一同遷移福德祠的基地到新址。新址選在田地旁，一旁有兩株百多年的老榕樹。2018年1月16日，舉行連續三天的入火安座謝土祈福法會，立委張廖萬堅、市議員陳淑華、楊正中、黃馨慧、張廖乃綸、市議員參選人林祈烽都到場。
2025年4月27日，舉行土地回歸記誌紀念碑揭碑慶典，市長盧秀燕前往參拜祈福，並贈「百年福德正神」匾。

## 祭祀
港尾里一帶的廖姓家族為客家人，廟方在每年農曆十月時會送大龜粿，代表慶祝生男丁。至現代社會，只要里內在年內有生育的家庭，都可以從廟方得到一份紅龜粿加麵龜，取添丁大發財之意。